# Нанси Чодороу
Нанси Джулия Чодороу (на английски: Nancy Julia Chodorow) е американска феминистка, социоложка и психоаналитичка.

## Биография
Родена е на 20 януари 1944 година в Ню Йорк, САЩ. Завършва Колежа Радклиф през 1966 и по-късно получава докторската си степен по социология от Университета Брандайс.
Тя е разглеждана като водещ психоаналитичен феминистки теоретик и е член на Международната психоаналитична асоциация, често говори и пред нейните конгреси. Дълги години работи като професор в департамента по социология и клинична психология в Калифорнийски университет – Бъркли.

### На български език
- „Преповтаряне на майчинството“
- „Феминизъм и психоаналитична теория“
- „Женствености, мъжествености, сексуалности“

### На английски език
- The Reproduction of Mothering: Psychoanalysis and the Sociology of Gender (1978)
- Feminism and Psychoanalytic Theory (1989)
- Femininities, Masculinities, Sexualities: Freud and Beyond (1994)
- The Power of Feelings: Personal Meaning in Psychoanalysis, Gender, and Culture (1999)